# Ar de Rock
Ar de Rock è il primo album in studio del musicista portoghese Rui Veloso, pubblicato nel 1980.

## Tracce
1. Rapariguinha do Shopping (Carlos Tê/Rui Veloso) – 4:29
2. Ai Quem Me Dera Rolar Contigo num Palheiro (Carlos Tê/Rui Veloso) – 3:37
3. Bairro do Oriente (Carlos Tê/Rui Veloso) – 3:53
4. Afurada (Carlos Tê/Rui Veloso) – 2:59
5. Chico Fininho (Carlos Tê) – 2:33
6. Sei de Uma Componesa (Carlos Tê/Rui Veloso) – 4:14
7. Miúda (Fora de Mim) (António Avelar Pinho/Rui Veloso) – 3:29
8. Saiu Para a Rua (Carlos Tê/Rui Veloso) – 4:07
9. No Domingo fui às Antas (Carlos Tê/Rui Veloso) – 2:50
10. Harmónica Azul (Rui Veloso) – 1:32
11. Donzela Diesel (António Avelar Pinho/Rui Veloso) – 3:15